# Club Leonés
Club Leonés war ein mexikanischer Fußballverein aus Mexiko-Stadt, der in den Spielzeiten 1931/32 und 1932/33 in der mexikanischen Hauptstadtliga vertreten war. Die Mannschaft firmierte auch unter der Bezeichnung Leones Obras Públicas bzw. verkürzt als Leones OP und fungierte als eine Art Betriebssportgemeinschaft der Stadtverwaltung von Mexiko-Stadt.

## Geschichte
In ihrer ersten Saison 1931/32 gewann die Mannschaft der Leonés lediglich zwei von 14 Spielen und konnte noch ein Remis verbuchen. Mit der Torbilanz von 25:52 belegte sie den letzten Platz hinter dem Militärsportverein Marte.
In der folgenden Saison 1932/33 wurde die Meisterschaft – einmalig in der Geschichte der Primera Fuerza – in zwei Staffeln ausgetragen, die die Funktion einer ersten und zweiten Liga hatten. Die vier bestplatzierten Mannschaften des Vorjahres (Meister Atlante, Necaxa, Asturias und América) spielten ebenso wie der wieder eingetretene Real Club España in der höheren Staffel, während die vier Mannschaften, die im Vorjahr die Plätze 5 bis 8 belegt hatten (Germania, Sporting, Marte und die Leonés), gemeinsam mit dem wieder mitwirkenden Club México in der zweiten Staffel spielten. Die Leonés konnten die zweite Staffel ungeschlagen (vier Siege und vier Remis aus acht Spielen) gewinnen und traten zur (wegen der Auflösung der Staffeln im Nachhinein aber nicht mehr notwendigen) Relegation gegen den Letztplatzierten der ersten Staffel, Asturias, an. Hierbei setzten sich die Asturianos deutlich mit 6:2 und 9:3 durch.
Die Leonés zogen sich am Saisonende 1932/33 aus der Liga zurück und wurden vermutlich umgehend aufgelöst.

## Bekannte Spieler
- Miguel Alatorre; mexikanischer Meister mit Marte 1929.
- Honorio Arteaga; in der Saison 1932/33 – gemeinsam mit Nicolás Tapia vom CF México – mit acht Treffern Torschützenkönig der zweiten Staffel und in den 1940er Jahren eine der Säulen der UD Moctezuma, mit der er zweimal den mexikanischen Pokalwettbewerb und einmal den Supercup gewann.
- Nieves Hernández; Olympiateilnehmer 1928 und mehrfacher mexikanischer Meister mit América und Marte.